# Granville Bantock

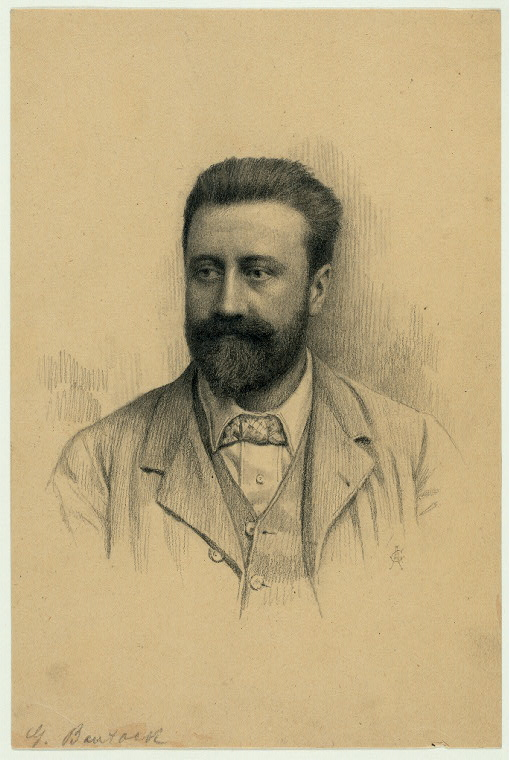
Sir Granville Bantock

Granville Ransome Bantock (Londen, 7 augustus 1868 – Londen, 16 oktober 1946) was een Engelse componist.

## Biografie
Bantock was de zoon van een chirurg en gynaecoloog en was voorbestemd voor een ambtelijke functie in het toenmalige Brits-Indië. Hij voelde zich echter veel meer aangetrokken tot de muziek en ging tegen de zin van zijn ouders studeren bij aan het Trinity College of Music (bij Gordon Saunders) en het Royal College of Music (bij Frederick Corder) (1889). Daar vielen zijn eerste compositieproeven in goede aarde en hij ontving al snel een eerste prijs voor een van zijn werken.
Eenmaal afgestudeerd, bleek het moeilijk om zich een positie in het Engelse muziekleven te verwerven. Om brood op de plank te hebben, werd Bantock dirigent bij een van de muziektheatergezelschappen van George Edwardes. Hij sloot zich aan voor een wereldtournee, die tot eind 1895 duurde, waarna hij dirigent werd van diverse orkesten die de toen befaamde Engelse light music speelden. Aansluitend leidde hij een regionale tournee van de opera Shamus O'Brien van Stanford. Bantock kreeg daardoor niet alleen inzicht in het Britse muziekleven rond 1900, maar ook van de mogelijkheden van het orkest.
Zijn carrière kreeg een nieuwe impuls toen hij dirigent en artistiek leider werd van het Tower Orchestra in New Brighton waarmee hij veel premières gaf van collega-componisten zoals Joseph Holbrooke, Frederic Hymen Cowen, Charles Steggall, Edward German, Hubert Parry, Charles Villiers Stanford en ook Corder. In 1908 gaf hij de première van Brigg Fair van Frederick Delius, in Liverpool.
Een nieuwe wending kreeg zijn loopbaan toen Bantock, op aanraden van Edward Elgar, werd aangenomen op het Midland Institute School of Music in Birmingham. Bantock volgde diezelfde Elgar op als professor aan de Universiteit van Birmingham; hij doceerde daar van 1908 tot 1934. Gedurende die periode was hij ook betrokken bij de oprichting van de City of Birmingham Symphony Orchestra; tijdens het oprichtingsconcert speelde het orkest Bantock’s Saul. Na 1934 werd hij lid van het bestuur van het Trinity College waar hij eerst lessen had gevolgd. In 1930 werd hij geridderd en sindsdien mag hij als sir benoemd worden. Zijn werk als docent en examinator bracht hem in grote delen van het toenmalige Britse imperium en de lange (zee-)reizen gaven hem volop tijd om te componeren.
Zijn werk gold, zeker in zijn laatste jaren en in de periode tot rond 1980, als verouderd. Na de komst van de cd bleek er toch een markt voor zijn oeuvre te bestaan. Met name de dirigent Vernon Handley heeft zich ingespannen om talrijke werken van Bantock op te nemen en daarmee voor een hernieuwde belangstelling voor de componist en diens muziek gezorgd.
Dat deed ook de, al kort na de dood van de componist opgerichte Granville Bantock Society. Jean Sibelius was de eerste voorzitter. Sibelius had zijn 3e symfonie aan Bantock opgedragen. Elgar droeg zijn tweede van de Pomp and Circumstance Marches aan Bantock op.

## Oeuvre

### Opera
- The Pearl of Iran, een romantische opera in één akte (1894); libretto van Bantock zelf
- Caedmar, een romantische opera in één akte (1892); libretto van Corder; première op 17 juli 1982 RAM
- The Seal Woman, Een Keltische opera (libretto van Marjorie Kennedy Fraser), gebaseerd op volksmuziek van de Hebriden; première 27 september 1924, de librettiste had zelf een rol.
- Eugene Aram (opera in vier akten, onvoltooid, libretto door Bulwer Lytton en Thomas Hood, podiumuitvoering in 1892)

### Begeleid koor
- The Fire Worshippers, cantate voor solisten, koor en orkest (1892);
- Christus, Symfonie in 10 delen voor solisten, koor en orkest, onvoltooid alleen de delen "Christ in the Wilderness" en "Gethsemane" kwam gereed;
- The Time Spirit, rapsodie voor koor en orkest (tekst H.F.B.), opgedragen aan Herbert Brewer;
- Sea Wanderers, symfonische gedicht voor koor en orkest (tekst H.F.B.)
- Omar Kháyyám voor solisten, koor en orkest;(1906-1909)
- The Song of Liberty voor solisten, koor en orkest (1914)
- The Song of Songs voor solisten, dubbel koor en orkest;(1912-1922);
- The Burden of Babylon voor koor, koperblazers en slagwerk (1927, Bijbelteksten)
- The Pilgrim's Progress voor solisten, koor en orkest (1928, opdracht van BBC)
- Prometheus Unbound voor koor en orkest (1936, tekst by Shelley)
- King Solomon voor koor verteller en orkest (1937, voor de kroning van Koning George VI van Engeland)

### Onbegeleid koor
- Atalanta in Calydon, een koorsymfonie (1912)
- Vanity of Vanities, koorsymfonie (1914)
- A Pageant of Human Life, koorsymfonie A Choral Symphony (Thomas More)
- The Golden Journey to Samarkand (1922)
- America - National Song (voor 1946)
- The Great God Pan, (1920)
- Choral Hymn for a Priest's First Mass (1946)

### Mannenkoor
- Mass in B flat major (liturgical, 1903)
- Choral Suite from the Chinese (1914)
- Suite from Cathay (1923)
- Choral Suite (1926)
- Seven Burdens of Isaiah (1927)
- Three Sea Songs (1920s)
- Three Cavalier Tunes (1920s)
- Three Browning Songs (1929)
- Lucifer in Starlight

### Solist en orkest
- Wulstan – voor bariton (1892, tekst van de componist)
- Five Ghazals of Hafiz with a Prelude – voor bariton (1905)
- Ferishtah's Fancies - tenor (1905)
- Sappho, negen fragmenten met een prelude (1906)
- Pagan Chants - tenor (1917-18);
- The Vale of Arden (1919)
- The March - tenor (1919)
- The Sphinx, een cyclus - bariton of contralt (1941, naar Oscar Wilde)
- Thomas the Rhymer (1946)

### Symfonieën
- Hebridensymfonie (1913)
- Pagansymfonie (1927)
- The Cyprian Goddess: Symfonie no. 3 (1938/39)
- Celtic Symphony voor strijkers en zes harpen (1940)

### Concerten
- Elegiac Poem voor cello en orkest (1898)
- Sapphic Poem voor cello en orkest (1906)
- Celtic Poem voor cello en orkest (1914, ook een versie voor cello en piano);
- Hamabdil voor cello, harp en strijkers (1919)
- Dramatic Poem voor cello en orkest (1941)

### Symfonische gedichten
- Tone Poem Nr. 1, Thalaba, The Destroyer (1900)
- Tone Poem Nr. 2, Dante and Beatrice (1901)
- Tone Poem Nr. 3, oftewel Orchestral Drama: Fifine at the Fair (1901
- Tone Poem Nr. 4, Hudibras (1902)
- Tone Poem Nr. 5, The Witch of Atlas (1902)
- Tone Poem Nr. 6, Lalla Rookh (1902)

### Andere orkestwerken
- Twee stukken voor orkest uit The Curse of Kehama: (1) Processional, (2) Jaga-Naut (1894)
- Symphonische ouverture met orgel, Saul (1894)
- Russian Scenes, Suite voor klein orkest (1899)
- Helena: Orchestral Variations on the Theme HFB (The Helena Variations) (1899)
- English Scenes, Suite voor klein orkest (1900)
- Comedy Overture, Pierrot of the Minute (1908)
- Three Dramatic Dances (1909)
- Old English Suite for small orchestra (1909)
- Overture to a Greek Tragedy (1911)
- From the Far West voor strijkers (1912)
- In the Far East, Serenade voor strijkers (1912)
- Scottish Rhapsody (1913)
- Scenes from the Scottish Highlands, Suite voor strijkers (1913)
- The Land of the Gael, Suite voor strijkers (1915)
- Coronach voor strijkers, hapr en orgel (1918)
- Suite from Judith (1918)
- Festal Hymn of Judith (1918)
- The Sea Reivers, an Orchestral Ballad (1920)
- Caristiona, A Hebridean Seascape (1920)
- Comedy Overture, The Frogs (1935)
- Two Marches for the Ceylon Police (1930s?)
- Four Chinese Landscapes (1936)
- Aphrodite in Cyprus, Symphonic Ode (1938-39)
- Macbeth Overture (1940, utilising material from the incidental music)
- Comedy Overture, Circus Life (1941)
- Overture to a Greek Comedy, The Women's Festival (1941)
- Two Heroic Ballads. 1: Cuchullan's Lament, 2: Kishmul's Galley (November 1944)
- Comedy Overture, The Birds (1946)
- The Funeral (1946)

### BrassBand
- Festival March (1914)
- Oriëntal Rhapsody (1930)
- Overture to Shakespeare's King Lear (1936)
- Suite, Russian Melodies (1942-43)
- Two Irish Melodies (1942-43)
- Three Scottish Melodies (1942-43)
- Two Welsh Melodies (1942-43)
- Tir-Nan-Og, Hebridean Poem (1945)
- Overture, Orion

### Toneelmuziek
- Rameses II
  - Hippolytus (1908)
- Elektra (1909)
- The Cortège, A Harlequinade (1918)
- Salome, The Dance of the Seven Veils (1918 naar Oscar Wilde)
- Judith (1919)
- Macbeth (1926, naarShakespeare)
- Fairy Gold, a Fairy Play (1938)

### Kamermuziek
- Strijkkwartet in c-mineur (1899)
- Serenade voor hoorns (1903)
- Pibroch, A Highland Lament voor cello en harp (1917)
- Hamabdil voor cello en piano (1919)
- Altvioolsonate in F-majeur (1919)
- Fantastic Poem voor cello en piano (1924)
- Cellosonate in g-mineur (1924)
- Vioolsonate nr. 1 in G-majeur (1929)
- Pagan Poem voor dwarsfluit en piano (1930)
- Vioolsonate nr. 2 in D-majeur (1932)
- A Chinese Mirror voor strijkkwartet (1933)
- Altvioolsonate in b-mineur
- Cellosonate nr. 1 in b-mineur (1940)
- Vioolsonate nr. 3 (1940)
- Celloconate nr. 2 in fis-mineur (1945)
- Dramatic Poem voor cello en piano (1945)

### Pianowerken
- Suite, A Marionette Show (1918)
- Three Scottish Scenes (1919)
- Lalla Rookh, Tales and Dances (1919)
- The Cloisters at Midnight (New College, Oxford, 1920)
- Arabian Nights (1920, zeven delen, opgedragen aan Gustav Holst)
- Miniatures (twaalf delen)
- Phantoms (1934)
- Nine Dramatic Poems (1935, Browning)

### Liederen
Songs of the East (Helena Bantock) en vele anderen
- Bibliothèque nationale de France: cb13891124b (data)
- CiNii: DA03077613
- Gemeinsame Normdatei: 118657062
- International Standard Name Identifier: 0000 0000 8146 5299
- Library of Congress Control Number: n81140125
- Nationale Bibliotheek van Letland: 000047328
- MusicBrainz: c4a3009d-1c83-4192-84e3-ef224b1dd5dd
- Bibliotheek van het Japanse parlement: 01052678
- Nationale Bibliotheek van Tsjechië: mzk2003206401
- Nationale bibliotheek van Australië: 35719929
- Nationale Bibliotheek van Israël: 987007313161505171
- Nationale Bibliotheek van Polen: a0000001624772
- Nederlandse Thesaurus van Auteursnamen: 095478043
- Istituto Centrale per il Catalogo Unico: TO0V153852
- LIBRIS: 274995
- SNAC: w65x2w3j
- Système universitaire de documentation: 110120051
- Trove: 1057116
- Virtual International Authority File: 66651051
- WorldCat: E39PBJgt3FMQRVr6q3mBbPm68C